# Атанас Василев (юрист)
Атанас Петров Василев е български юрист, адвокат, професор и преподавател по Трудово право.

## Биография
Роден е в Стара Загора през 1950 г. Завършил е висше юридическо образование в Софийския университет. Бил е съветник по социалните въпроси на президента Желю Желев и декан на Юридическия факултет на Бургаския свободен университет. Депутат е в XXXIX народно събрание от Парламентарната група на НДСВ (2001 – 2005); Членувал е в Комисията по правни въпроси и е бил Заместник-председател на Комисията по труда и социалната политика. До смъртта си е професор в УНСС, преподавал Трудово и осигурително право. Автор на десетки статии и монографии, вкл. учебник по трудово право и е съавтор на Коментар на кодекса на труда.
Почива рано сутринта на 11 октомври 2018 г.